# Публий Корнелий Лентул (консул-суффект 162 года до н. э.)
Публий Корнелий Лентул (лат. Publius Cornelius Lentulus; умер вскоре после 120 года до н. э.) — римский военачальник и политический деятель из патрицианского рода Корнелиев Лентулов, консул-суффект 162 года до н. э. Участвовал в Третьей Македонской войне и в ряде посольств, в конце жизни стал противником Гая Семпрония Гракха, из-за чего умер в изгнании.

## Происхождение
Публий Корнелий принадлежал к знатному и разветвлённому патрицианскому роду Корнелиев. Первый известный из источников носитель когномена Лентул был консулом в 327 году до н. э., и выяснить его связь с другими Корнелиями не представляется возможным. Публий Корнелий, не являясь потомком этого Лентула, был сыном Луция Корнелия Лентула, консула 199 года до н. э., и внуком Луция Корнелия Лентула Кавдина, консула 237 года.
Родным дядей Публия Корнелия был консул 201 года до н. э. Гней Корнелий Лентул, а двоюродными братьями — консулы 156 и 146 годов до н. э. Луций Корнелий Лентул Луп и Гней Корнелий Лентул соответственно.

## Биография
В 172 году до н. э. Луций Корнелий был одним из послов, отправленных в Грецию для упрочения антимакедонских союзов накануне большой войны, и посетил Кефаллению и западное побережье Пелопоннеса, вернувшись в Рим ещё до зимы. В следующем году он принял участие в начавшейся войне в качестве военного трибуна под командованием Публия Лициния Красса. С отрядом в 300 воинов Публий Корнелий действовал в Беотии, где осадил Галиарт, но был вынужден снять осаду по приказу претора Гая Лукреция Галла.
В 169 году до н. э. Публий Корнелий был курульным эдилом и вместе со своим коллегой Публием Корнелием Сципионом Назикой организовал пышные цирковые игры, в которых впервые участвовали пантеры и слоны. В 168 году до н. э. он снова воевал в Македонии, и Луций Эмилий Павел отправил его вместе с ещё двумя послами на Самофракию, чтобы убедить укрывшегося там царя Персея сдаться. Эта миссия не имела успеха, так как Персей пытался сохранить за собой престол.
В 165 году до н. э. Лентул стал городским претором (praetor urbanus). По поручению сената он вернул государству захваченные частными лицами земли в Кампании и скупил участки, вклинивавшиеся в государственную землю. В 162 году Публий Корнелий стал консулом-суффектом вместе с Гнеем Домицием Агенобарбом, так как оба консула сложили с себя полномочия из-за погрешности при избрании.
В 156 году до н. э. Публий Корнелий находился на Востоке и прибыл в Рим, чтобы доложить сенату о нападении Прусия Вифинского на Пергамское царство. В 125 году до н. э. он стал принцепсом сената. В том же году или в следующем Лентул привлёк к суду Мания Аквилия, обвинив его в злоупотреблениях во время наместничества в Азии, но проиграл дело — если верить Гаю Семпронию Гракху, из-за подкупленных судей.
В конфликте между Гаем Гракхом и сенатом (121 год до н. э.) Лентул занял сторону последнего. Несмотря на свой преклонный возраст, он принял участие в открытых столкновениях на улицах Рима и был тяжело ранен. Из-за этого Публий стал объектом ненависти плебса и в следующем году был вынужден уехать на Сицилию, добившись от сената назначения свободным легатом. Там он вскоре и умер.
Цицерон, перечисляя в своём трактате «Брут» видных римских ораторов, называет и Публия Корнелия Лентула, который, по словам Марка Туллия, «был красноречив как раз настолько, насколько это необходимо государственному человеку».

## Потомки
У Публия Корнелия было двое сыновей: Публий, ставший фламином Юпитера, и Луций, консул 130 года до н. э.